# 湘州
湘州（しょうしゅう）は、中国にかつて存在した州。晋代から南北朝時代にかけて、現在の湖南省一帯に設置された。

## 概要
307年（永嘉元年）、西晋により荊州の長沙・衡陽・湘東・邵陵・零陵・営陽・建昌および江州の桂陽の8郡が分離されて湘州が立てられた。州治は臨湘県に置かれた。328年（咸和3年）、東晋により湘州は廃止された。335年（咸康元年）、建昌郡が廃止された。412年（義熙8年）、再び湘州が立てられた。416年（義熙12年）、再び湘州は廃止され、荊州に編入された。
422年（永初3年）、南朝宋により荊州が分割されて再び湘州が立てられた。431年（元嘉8年）、湘州は廃止され、荊州に編入された。439年（元嘉16年）、荊州が分割されて再び湘州が立てられた。巴陵郡が湘州に属したが、後に郢州に転属した。453年（元嘉30年）、広州の始興・臨賀・始安の3郡が分離されて湘州に属した。湘州には10郡が属した。
540年（大同6年）、南朝梁により始安郡に桂州が置かれて分割された。
589年（開皇9年）、隋が南朝陳を滅ぼすと、湘州は廃止されて、潭州と改められた。